# جيمس ن. وود
جيمس ن. وود (بالإنجليزية: James N. Wood)‏ هو أمين فني أمريكي، ولد في 20 مارس 1941، وتوفي في 11 يونيو 2010.

## وصلات خارجية
- جيمس ن. وود على موقع إن إن دي بي (الإنجليزية)